# Pardoux Bordas
Pour les articles homonymes, voir Bordas.
Pardoux Bordas, né le 14 octobre 1748 à Saint-Yrieix (Haute-Vienne), mort le 29 mai 1842 dans la même ville, est un homme politique de la Révolution française.

## Biographie
Président du district de Saint-Yrieix, il est député de la Haute-Vienne de 1791 à 1797.

### Mandat à la Législative
La France devient une monarchie constitutionnelle en application de la constitution du 3 septembre 1791. En septembre 1791, Pardoux Bordas, alors président du tribunal du district de Saint-Yrieix, est élu député du département de la Haute-Vienne, le troisième sur sept, à l'Assemblée nationale législative.
Il siège sur les bancs de la gauche de l'Assemblée. En février 1791, il vote en faveur de la mise en accusation de Bertrand de Molleville, le ministre de la Marine. En avril, il vote pour que les soldats du régiment de Châteauvieux, qui s'étaient mutinés lors de l'affaire de Nancy soient admis aux honneurs de la séance. En août, il vote en faveur de la mise en accusation du marquis de La Fayette.
La monarchie prend fin à l'issue de la journée du 10 août 1792 : les bataillons de fédérés bretons et marseillais et les insurgés des faubourgs de Paris prennent le palais des Tuileries. Louis XVI est suspendu et incarcéré avec sa famille à la tour du Temple.

### Mandat à la Convention
En septembre 1792, Pardoux Bordas est réélu député de la Haute-Vienne, le troisième sur sept, à la Convention nationale.
Il siège sur les bancs de la Plaine. Lors du procès de Louis XVI, il vote « la détention » mais rejette l'appel au peuple et le sursis à l'exécution. En avril 1793, il est absent lors du scrutin sur la mise en accusation de Jean-Paul Marat. En mai, il vote contre le rétablissement de la Commission des Douze. En floréal an III (mai 1795), il est élu membre de la Commission des Vingt-et-Un chargée d'examiner la conduite de Joseph Le Bon, envoyé en mission à Arras et accusé d'exactions. En vendémiaire an IV (octobre 1795), il est élu membre du Comité de Sûreté générale aux côtés de Pierre Guyomar, d'Augustin Kervélégan et de Claude Roberjot.
Il passe au Conseil des Cinq-Cents le 21 vendémiaire an IV puis au Conseil des Anciens le 23 germinal an V, dont il devient président du 19 février au 21 mars 1798.
Opposé au coup d'État du 18 Brumaire, il finit par se rallier au régime, et devient chef de bureau au ministère de la Justice, puis juge suppléant à la cour de justice criminelle en 1807.

## Sources
1. ↑  Laurent, Émile (1819-1897) et Mavidal, Jérôme (1825-1896), « Archives parlementaires de 1787 à 1860, Première série, tome 34, Liste des députés » , sur www.gallica.bnf.fr, 1890 (consulté le 28 octobre 2024)
2. ↑  Laurent, Émile (1819-1897), Mavidal, Jérôme (1825-1896) et Pionnier, Constant (1857-1924), « Archives parlementaires de 1787 à 1860, Première série, tome 39, séance du 8 mars 1792 » , sur www.gallica.bnf.fr, 1892 (consulté le 28 octobre 2024)
3. ↑  Laurent, Émile (1819-1897), Mavidal, Jérôme (1825-1896) et Pionnier, Constant (1857-1924), « Archives parlementaires de 1787 à 1860, Première série, tome 41, séance du 9 avril 1792 » , sur www.gallica.bnf.fr, 1893 (consulté le 28 octobre 2024)
4. ↑  Laurent, Émile (1819-1897), Mavidal, Jérôme (1825-1896) et Pionnier, Constant (1857-1924), « Archives parlementaires de 1787 à 1860, Première série, tome 47, séance du 8 août 1792 » , sur www.gallica.bnf.fr, 1896 (consulté le 28 octobre 2024)
5. ↑  Froullé, Jacques-François (≃1734-1794), « Liste comparative des cinq appels nominaux. Faits dans les séances des 15, 16, 17, 18 et 19 janvier 1793, sur le procès et le jugement de Louis XVI » , sur www.gallica.bnf.fr, 1793 (consulté le 28 octobre 2024)
6. ↑  Ducom, André Jean (1861-1923), Lataste, Lodoïs (1842-1923) et Pionnier, Constant (1857-1924), « Archives parlementaires de 1787 à 1860, Première série, tome 62, séance du 13 avril 1793 » , sur www.gallica.bnf.fr, 1902 (consulté le 28 octobre 2024)
7. ↑  Ducom, André Jean (1861-1923), Lataste, Lodoïs (1842-1923) et Pionnier, Constant (1857-1924), « Archives parlementaires de 1787 à 1860, Première série, tome 65, séance du 28 mai 1793 » , sur www.gallica.bnf.fr, 1904 (consulté le 28 octobre 2024)
8. ↑  Perlet, Charles-Fréderic (1759-1828), « Journal de Perlet » , sur www.archives.calvados.fr, 18 vendémiaire an 4 (10 octobre 1795) (consulté le 28 octobre 2024)

- « Pardoux Bordas », dans Adolphe Robert et Gaston Cougny, Dictionnaire des parlementaires français, Edgar Bourloton, 1889-1891 [détail de l’édition]